# 이슬람 이란 건설자 동맹
이슬람 이란 건설자 동맹(페르시아어: ائتلاف آبادگران ایران اسلامی)은 2003년에 설립된 이란의 강경 우파 보수주의 정당이다.

## 같이 보기
- 이슬람 민주주의 정당 목록